# Virginia Slims of Akron 1974
Il Virginia Slims of Akron 1974 è stato un torneo di tennis giocato sul sintetico indoor. È stata la 2ª edizione del torneo, che fa parte del Virginia Slims Circuit 1974. Si è giocato a Akron negli USA dal 18 al 24 marzo 1974.

## Campionesse

### Singolare
Billie Jean King ha battuto in finale  Nancy Richey con il punteggio di 6–3, 7–5

### Doppio
Rosemary Casals /  Billie Jean King hanno battuto in finale  Julie Heldman /  Ol'ga Morozova con il punteggio di 6–2, 6–4